# Kattarps landskommun
Kattarps landskommun var en tidigare kommun i dåvarande Malmöhus län.

## Administrativ historik
När 1862 års kommunalförordningar började gälla inrättades över hela landet cirka 2 400 landskommuner, de flesta bestående av en socken. Därutöver fanns 89 städer och 8 köpingar, som då blev egna kommuner. I Luggude härad i Skåne inrättades då Kattarps landskommun baserat på Kattarps sockens gränser med Kattarp som centralort.
Vid kommunreformen 1952 lades kommunen samman med den i norr angränsande kommunen Välinge och bildade därmed en storkommun. Genom detta tillkom orterna Tånga, Välinge och Utvälinge, samt Rögle säteri. Centralorten var dock fortfarande Kattarp. I och med denna kommunreform infördes systemet med kommunkoder och den nya kommunen fick koden 1204.
Redan 10 år senare, vid 1962 års riksdag gjordes en ny översyn av kommunindelningen och våren 1964 fastställde Kungl. Maj:t en ny kommunindelning för riket. I denna föreslogs att Kattarps kommun tillsammans med landskommunerna Mörarp, Vallåkra och Ödåkra skulle läggas samman med Helsingborgs stad och bilda Helsingborgs kommun. Den nya indelningen var dock frivillig och förhandlingar mellan de olika kommunerna påbörjades. Kommunfullmäktige i Kattarp var tveksam till en sammanläggning med Helsingborg och tillsammans med Ödåkra kommun föreslog man att dessa två kommuner istället skulle läggas samman med Ödåkra som centralort. Detta förslag stöddes även av länsstyrelsen i Malmöhus län. Dessutom hade de nordligare delarna av kommunen, de delar som tidigare utgjorde Välinge landskommun, Ängelholm som naturlig centralort. De berörda kommunerna ingick däremot i ett brandförsvarsavtal med Helsingborgs stad som innebar att man fick en gemensam brandchef och heltidsanställd brandkår med bas i Helsingborg, tillsammans med deltidsanställda brandmän i kommunerna. Sent på hösten 1970 fastslog Kungl. Maj:t att Kattarps kommun trots allt skulle ingå i den nya kommunen med hänvisning till att den hade en naturlig förbindelse med Helsingborg genom gemensam arbetsmarknad och service.

### Kyrklig tillhörighet
I kyrkligt hänseende tillhörde kommunen Kattarps församling. Den 1 januari 1952 tillkom Välinge församling.

## Geografi
Kattarps landskommun omfattade den 1 januari 1952 en areal av 54,12 km², varav 53,61 km² land.

### Tätorter i kommunen 1960
| Tätort   | Folkmängd |
| -------- | --------- |
| Kattarp  | 542       |
| Hasslarp | 501       |
| Tånga    | 297       |

Tätortsgraden i kommunen var den 1 november 1960 51,1 procent.

## Politik

### Mandatfördelning i valen 1919-1966
| 15 | 10 |

| 24 |

| 11 | 14 |

| 23 |

| 14 | 11 |

| 25 |

| 11 | 9 |

| 20 |

| 12 | 8 |

| 20 |

| 13 | 7 |

| 20 |

| 13 | 7 |

| 20 |

| 13 | 7 |

| 20 |

| 22 | 13 |

| 35 |

| 22 | 13 |

| 35 |

| 20 | 10 | 5 |

| 33 |

| 20 | 7 | 2 | 6 |

| 32 |

| 19 | 7 | 3 | 6 |

| 32 |